# Naturande

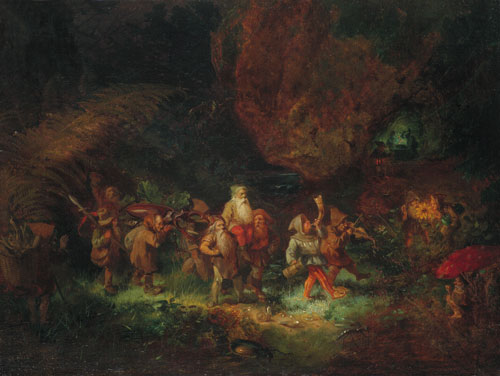
Dvärgarnas jaktprocession (Meno Mühlig)

Som naturande betecknas i vissa trossystem och konkreta upplevelseberättelser ett finmateriellt väsen (naturväsen) som står i förbindelse med en viss plats i naturen. Denna plats kan vara en växt, en flod eller en klippa. Naturandar förekommer i mytologin och i gamla traditioner. I allmänhet har naturandar varken människo- eller djurkaraktär, men de antar inte heller nödvändigtvis en okroppslig gestalt. De bildar en undergrupp inom andetron (animism), avgränsade från de dödas andar (förfäderkult) och husandarna. Till skillnad från husandarna, som lever i byggnader, visar naturandarna sig ogärna för människor även om de till sitt yttre eller i sitt beteende ofta beskrivs som människoliknande. Naturandarna tillmäts i allmänhet inte gudomlig rang. 
Naturandar skall inte förväxlas med spöken eller gengångare.
Naturandar förekommer inte bara i naturreligioner, utan de finns också i många utvecklade religioner, som till exempel hinduism och tantrism.

## Indelning
Ett försök till en systematisk eller fullständig indelning av naturandarna är dömt att misslyckas på grund av deras mångfald, som ju har att göra med naturens egen ofattbara mångfald. Olika föreställningar om naturandar är knutna till regionala och lokala traditioner och utvecklingsprocesser, vilket försvårar en enhetlig syn. Idag uppstår via esoterisk anknytning till diverse fantasyvärldar dessutom ständigt nya väsen och indelningar.
Följande indelningar skall därför betraktas som provisoriska:

### En enda naturande
I esoteriska sammanhang odlas tron på Moder Jord eller Gaia, en slags modergudinna. Här handlar det om tanken på ett andligt väsen som omfattar hela naturen, vilket dock inte utesluter existensen av flera mindre väsen. En besläktad men inte identisk föreställning är den om världsanden, så som den beskrivs av bland andra Arthur Schopenhauer. Världsanden kan beskrivas som en filosofisk variant av den helige Ande.

### Elementarandar
Enligt medeltidens folktro hörde en viss typ av naturande till vart och ett av de fyra elementen. Dessa kallades elementarandar. De bodde i, regerade och personifierade sina respektive element enligt den mystisk-kabbalistiska filosofin: 
1. gnomerna - jorden
2. undinerna - vattnet
3. sylferna - luften
4. salamandrarna - elden

Elementarandarna förekommer, under olika skepnader, i många folkstammars sagor.

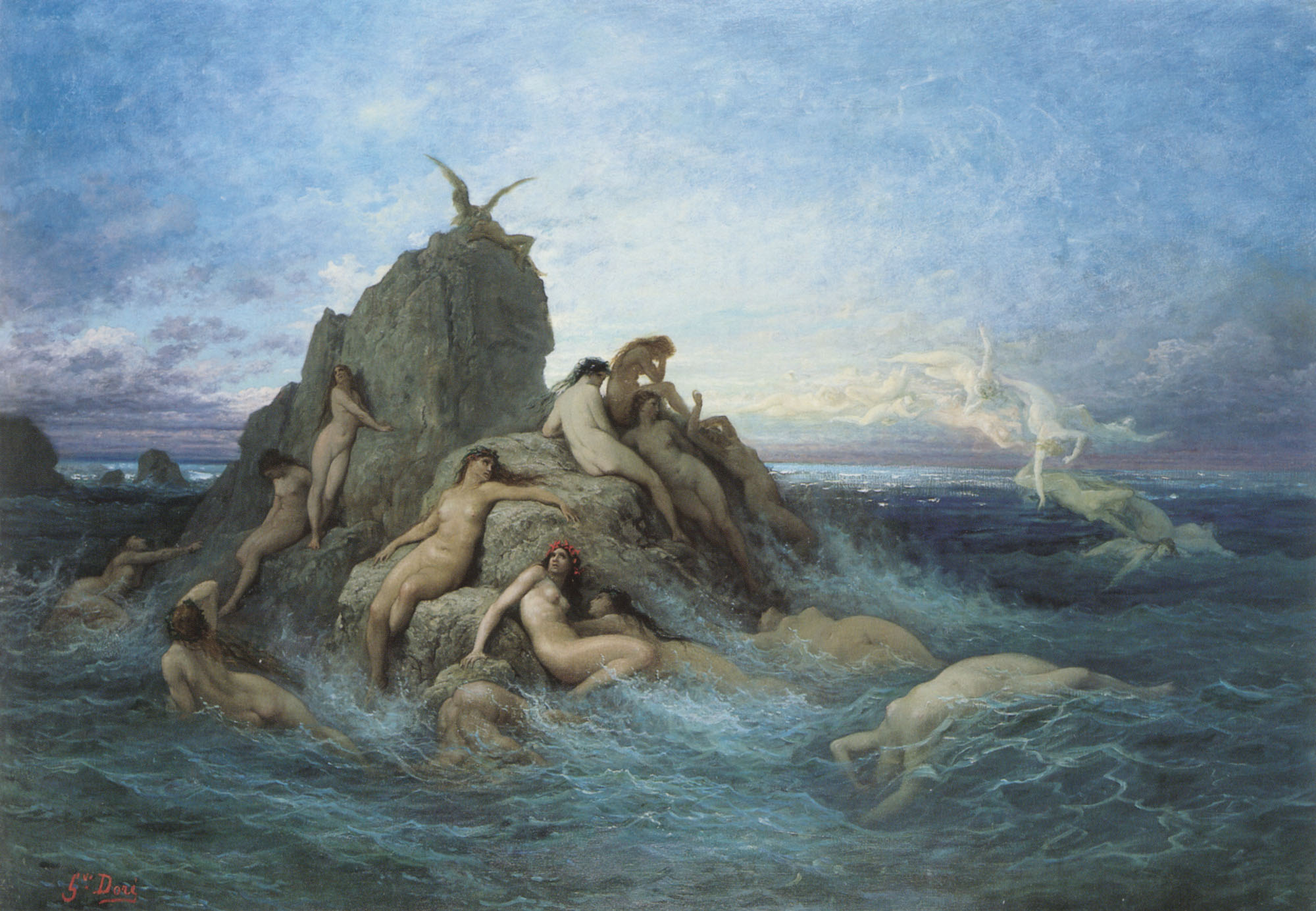
Havsnymfer i grekisk mytologi (Gustave Doré).

Indelningen av naturandarna enligt de fyra elementen anknyter till den klassiska elementläran. Naturandar betecknas i detta sammanhang också som ’elementarandar’ eller ’elementarväsen’. De inordnas då i följande grupper:
- Jordandar eller gnomer. Till dessa räknas rotgnomer eller rottomtar (andra tomtar är dock husandar). Hit räknas även bergandar, troll, irrbloss och alver (blom-, skogs-, träd-, skymningsalver). Från de grekiska myterna stammar fauner och dryader, som är trädnymfer. Huruvida även dvärgar skall räknas till gnomerna är omtvistat.
- Vattenandar eller undiner. Dessa väsen lever i regndroppar, vattenpölar, vattensamlingar, dammar, brunnar, källor, bäckar, floder och hav. Hit räknas manliga vattenandar såsom näckar, dessutom nixor, sjöjungfrur och möjligen även de havs- och flodnymfer som förekommer i den grekiska mytologin (nereider, najader). Vattenväxter, fiskar och andra vattendjur står under deras beskydd. Vissa människor menar att vattenandarna åldras och är förgängliga, medan andra hävdar att i synnerhet de väsen som är ansvariga för de större vattnen kan existera i flera tusen år.
- Luftandar eller sylfer. Dessa väsen tar hand om luften. Vindens och molnens rörelser hör till deras ansvarsområde. Deras energi visar sig såväl i minsta bris som i den mäktigaste storm. Ljusalver, stormandar och devor räknas till denna kategori. En känd representant för gruppen är luftanden Ariel i Shakespeares Stormen och Goethes Faust Il.
- Eldandar eller salamandrar. Dessa väsen hör ihop med elden och alla värmeprocesser. De förknippas också med vissa groddjur och kräldjur, liksom även drakar och lindormar.

I fantasyberättelser, spel och datorspel dyker elementarandar även ofta upp som väsen som formats genom magi av material från det element de tillhör. En vattenande kan till exempel vara en stor virvlande gestalt av rent vatten som hålls samman av en slags magisk bindning.

### Indelning efter livsrum
På liknande sätt kan naturandarna indelas efter det område de har som sitt livsrum.
- Det kan handla om en växt, som när det gäller trädandar eller vissa älvor som tänkes hålla till kring blommor.
- Skogsandar som skogsrået begränsar sig inte till bara ett enda träd. Andra rån är ängsrået och sjörået.
- Sädesandar vakar över åkrarna.
- Särskilda naturandar anses också kunna vara knutna till ett djur eller till ett livlöst föremål. Sådana väsen kallas rådare i svensk folktradition.
- På eller i bergen finner man bergandarna, för vilka Rübezahl är en känd representant.

Denna indelning kan integreras med den tidigare, till exempel genom att räkna bergandarna till jordandarna.
Vad gäller begreppet kobold rör det sig om ett samlingsbegrepp för olika husandar eller naturandar.

## Härkomst och egenskaper
Naturandar förekommer i åtskilliga religioner, i många sägner och folksagor, i olika myter (germanska, keltiska m. fl.) samt i esoteriska sammanhang. Vissa bestämda händelser och företeelser tillskrivs dessa andar.
Ofta antas det att naturandarna försvarar naturen. Det finns många historier där de hjälper människor som är goda mot naturen eller oskadliggör människor som de upplever hotar dem själva eller vad de är satta att beskydda.
I vissa sagor tillskrivs naturandarna en förkärlek för människobarn, som de byter ut mot sina egna barn. Dessa så kallade bortbytingar, som människorna tvingas ta hand om, utmärks oftast av en besvärande karaktär och av att de plågar sina vårdare med ständigt skrik och gnäll. 
Ett omtyckt motiv under romantiken var kärleken mellan en naturande (oftast en nymf eller en älva) och en människa, en kärlek som får ett tragiskt slut eftersom drömpartnern egentligen är ouppnåelig. Kärleken till en undin gör att undinen får en själ. Hos Paracelsus heter det att naturandarna vill ingå äktenskap med människor för att på så vis bli delaktiga i gudarnas förbund med människorna och komma i besittning av en själ, för själva har de inte någon sådan. 
I allmänhet verkar det inte handla om rent andliga väsen när det gäller naturandarna. I stället verkar de flesta av dem vara bundna till en fast kroppslig existens. Häri ligger skillnaden mellan naturandar och spöken, vars gestalt i regel inte uppvisar någon fast struktur. 
Detta utesluter dock inte att naturandarna kan anta skiftande yttre gestalter, särskilt som de inte sällan förfogar över magiska krafter.

## Aktuell betydelse

### Den västliga världen
För majoriteten av människor som är präglade av den västerländska kulturen torde intresset för naturandar vara förknippat med underhållning i form av spännande eller romantiska berättelser. Omtyckta berättelser som förekommer i folkmytologin (sagor, sägner) kan anses förmedla en aning om våra förfäders föreställningar och ängslan.
Ännu idag finns det människor som gör anspråk på att kunna iaktta och kommunicera med naturandar (och andra väsen).

### Island
På Island är relationerna till naturandarna så levande att särskilt andekunniga människor, som kallas ’älvombud’, kommunicerar med naturandar innan man sätter igång med olika byggnadsprojekt, eftersom man har gjort erfarenheten att maskiner annars kan sluta fungera och att olyckor sker. Därför ser man ofta märkliga vägdragningar på Island, som har uppstått för att man velat dra vägen runt naturandarnas boställen. Förhållandet till naturandarnas värld är mer levande i de nordiska länderna än i Mellaneuropa.

### Tibet
Även i den tibetanska förbuddhistiska urreligionen Bön spelade naturandar och det sätt de kan blidkas eller behärskas på en betydande roll. Vissa delar av denna kultur har påverkat den tibetanska buddhismen. Under den tid då buddhismen först spreds i Tibet var den tantriske mästaren Padmasambhavas betvingande av de tibetanska naturandarna av central betydelse för att buddhismen skulle kunna spridas i landet. Många av de naturandar som betvingades av Padmasambhava fick svära en ed och fick en roll som beskyddare av Buddhas läror (s.k. Dharmapala). 

### Schamanism
Religionshistorikern Mircea Eliade, känd för sin forskning om schamanism, säger följande om schamanernas kontakter med djurandar: 
Det kan verka som om detta efterliknande av djurens rörelser och läten skulle vara en sorts besatthet. Det vore dock mera korrekt att beskriva det som att shamanen tar sina hjälpandar i besittning. Han förvandlar sig själv till ett djur; ett liknande resultat uppnår han när han drar på sig en djurmask. Man skulle även kunna säga att shamanen antar en ny identitet: han blir ett andligt djur och ’talar’, sjunger eller flyger som ett djur eller en fågel. ’Djurens språk’ är bara en variant av ’andarnas språk’, shamanernas hemliga språk. (Litt.: Mirca Eliade 2004, s. 93)

### Antroposofi
Antroposofin integrerar den gamla folktrons föreställningar om naturandar. En del antroposofer försöker upprätta kontakt och samarbete med naturandarna med hjälp av särskilt begåvade personer. Det tyska antroposofiska förlaget Flensburger Hefte Verlag publicerar med jämna mellanrum ’intervjuer’ med naturandarna, förmedlade av Verena Stael von Holstein. Hon presenterar naturandar som distinkta väsen med egna namn (den Store, Stenanden). Dessa väsen känner varandra och visar sig vara ytterst villiga att meddela sig. De är också mycket välinformerade om aktuella världshändelser, som till exempel Irakkriget. Särskilt populära naturandar får, i de samtal som publicerats efter de första böckerna, ta del av och svara på brev från läsekretsen. Förlaget har givit ut ett halvdussin böcker om naturandar, där naturandarna omnämns jämsides med övriga medarbetare. 

### Esoterism
Tron att naturandar har en reell existens har ökat inom olika esoteriska sammanhang, varvid den mytologiska utgångspunkten emellanåt blandas med inslag av fantasy.